# Limitations de vitesse en Norvège
Vitesses maximales autorisées en Norvège (abréviation officielle : N) :
- 50 km/h en ville ;
- 80 km/h hors agglomération ;
- 100 km/h sur autoroute.
  - Il existe des portions d'autoroute limitées à 110 km/h.

Les autorités sont particulièrement sévères envers les conducteurs dépassant la vitesse maximale autorisée.

## Panneaux de signalisation
Les panneaux règlementaires utilisés en Norvège en matière de limitation de vitesse sont les suivants :

Limitation à la vitesse maximale de 50 km/h.
Limitation à la vitesse maximale de 80 km/h.
Limitation à la vitesse maximale de 90 km/h.
Entrée d'une zone à vitesse limitée à 30 km/h.
Fin d'une zone à vitesse limitée à 30 km/h.
Limitation à la vitesse maximale de 110 km/h, la plus élevée en Norvège.

## Autres règles
- Allumage des feux de croisement obligatoire 24h/24.
- Alcoolémie maximum : 0,2 g/L d'alcool dans le sang.